# Viorel Huși
Viorel Huși este pseudonimul artistic al lui Viorel Herșcovici (n. 15 iunie 1911, Huși – d. 25 octombrie 1972, București) care a fost un pictor și grafician român.
Tatăl său a fost colonel medic. Viorel a copilărit și a urmat școala în Huși, absolvind în 1928 liceul „Cuza Vodă”, unde l-a avut ca mentor pe pictorul Adam Bălțatu. Din 1929 până la sfârșitul lui 1933, după dorința tatălui său, a urmat, cu întreruperi, cursurile Facultăților de Medicină din Tours și Paris. Fiind mai atras de pictură Viorel Huși a hotărât să se specializeze la École des Beaux-Arts din Paris, fiind admis pe baza unei mape cu lucrări prin care a impresionat comisia de examinare. A fost primit în atelierele profesorilor Lucien Simon și Dévambez.
În primăvara anului 1931, deși avea de învățat pentru examenele de medicină, și-a făcut timp să viziteze sistematic Muzeul Luvru, și a trimis lucrări la Salonul Oficial de primăvară de la București. În 1933 a abandonat studiile de medicină și s-a întors la Huși, apoi s-a mutat la București, unde a studiat în atelierul lui Camil Ressu între anii 1933 - 1935, dar s-a întors de multe ori la Huși, de care se simțea legat, astfel că de pe urma sa au rămas 36 de lucrări care poartă în denumire toponimul Huși.
Debutează la Salonul Oficial din 1927 participând apoi la manifestări artistice colective până în 1940, iar din 1957 la Anualele de stat, saloane de desen sau de gravură.
Expoziție personală în 1967 la București cu pictură și desen.
Lucrările sale se află în colecțiile Muzeului de Artă al României, în Cabinetul de stampe al Academiei Române și în colecții particulare din țară și străinătate.
În 1996, cu prilejul omagierii a 85 de ani de la nașterea sa, Ministerul Culturii și Centrul de Documentare pentru Expoziții de Artă au organizat retrospectiva „Viorel Huși”, cu un număr impresionant de opere și documente, la Galeria Etaj 3-4 a Teatrului Național din București, itinerată în 1997 și la Muzeul Brukenthal din Sibiu.
În 2012, fiica pictorului, plasticiana și muzeografa Aura Popescu, a editat și publicat volumul Pictorul și graficianul Viorel Huși. Centenar (1911-1972), București, „Monitorul Oficial”, 2012, cu 296 de pagini. Acest volum include 200 de pagini cu 319 de reproduceri de pictură și grafică.